# Wesley Safadão
Wesley Oliveira da Silva (né le 6 septembre 1988 à Fortaleza, au Ceará) est un chanteur et compositeur brésilien.

## Biographie
Né à Fortaleza, au Ceará, Wesley Oliveira da Silva vit la majeure partie de sa vie dans le quartier de Serrinha, dont le musicien se souvient toujours. Fils de Maria Valmira Silva de Oliveira, connue sous le nom de Dona Bill, et de Wellington Nonato da Silva, qui habitent au Ceará, il est le cadet de deux frères : Yvens Watila et Wellington Silva.
À l'âge de trois ans, il est victime d'une grave pneumonie qui le conduit à l'hôpital pendant quelques jours. Sa mère lui fait promettre que s'il guérit, il laissera pousser ses cheveux jusqu'à la longueur des épaules. C'est ce qu'il fait et il les coupe plusieurs fois après le vœu, mais depuis le début de son adolescence, il garde les cheveux longs. Dès son plus jeune âge, il rêvait de devenir footballeur. À l'âge de 10 ans, il s'entraîne déjà avec le Ceará Sporting Club et ses parents pensent qu'il poursuivra cette carrière. Il accompagne sa mère à certains concerts du groupe Garota Safada et s'intéresse peu à peu à la musique.
La carrière de l'artiste commence en 2007, lorsqu'une entreprise familiale est professionnalisée. Le groupe est créé par la famille de Wesley Safadão et réunit ses frères et cousins, tous animés par de nombreux rêves. Passionnés de musique, ils investissent leurs petites économies et cherchent de l'aide là où il n'y en avait pas pour poursuivre le projet Garota Safada Band, qui gagneprogressivement gagné en notoriété sur le marché artistique de la ville de Fortaleza, dans l'État du Ceará. Avec un rythme plus rapide, il gagne de plus en plus de terrain dans le nord-est, conquiert la région et fait de même dans le nord. L'artiste et son groupe ont une moyenne mensuelle de 25 concerts.
Un autre grand moment de la carrière de Wesley Safadão et du groupe Garota Safada est ses débuts à la télévision. En 2010, l'artiste fait sa première apparition dans un programme diffusé à l'échelle nationale dans l'émission Domingão do Faustão de Rede Globo. Il revient ensuite sur la scène de Fausto Silva en moins de six mois, acclamé par le public, et interprète 8 chansons en direct. En 2015, Wesley sort le single Camarote, qui passe plus de 600 jours dans le top 100 des chansons les plus achetées sur iTunes,. Le clip de la chanson compte plus de 170 millions de vues sur YouTube. La même année, le chanteur fait une apparition spéciale dans la chanson Aquele 1% du duo Marcos et Belutti et enregistre un clip avec Ivete Sangalo intitulé Parece Que O Vento, qui figure sur son DVD Ao Vivo em Brasília, sorti en novembre 2015. En 2016, il sort deux albums, Duetos et WS Em Casa, avec la participation du footballeur Ronaldinho Gaúcho et du duo Matheus e Kauan. En 2017, il apparaît sur la chanson Você Partiu Meu Coração de la chanteuse de funk Nego do Borel et avec la chanteuse Anitta. En 2018, il sort son nouveau single Ar Condicionado No Quinze. En avril 2018, il sort Romance Com Safadeza avec la participation de la chanteuse Anitta.

## Discographie

### Albums live
- 2015 : Ao Vivo em Brasília
- 2016 : WS Em Casa
- 2017 : WS In Miami Beach
- 2018 : WS Mais Uma Vez
- 2019 : TBT WS
- 2019 : Garota VIP Rio de Janeiro
- 2020 : WS em Casa 2
- 2020 : Safadão Amplificado

### EP
- 2016 : Ao Vivo em Jurerê
- 2017 : Esquenta WS in Miami Beach
- 2018 : Diferente Não, Estranho

### Compilations
- 2016 : Duetos
- 2019 : TBT WS

## Distinctions
Wesley Safadão a déjà été nommé pour plusieurs prix importants. En 2016, il est nommé trois fois aux Multishow Brazilian Music Awards, dans la catégorie « meilleur chanteur » et deux dans la catégorie « chanson Chiclete », remportant cette dernière avec le morceau Camarote,. Il remporte la « chanson de l'année » aux Brazilian Youth Awards, où il reçoit également des nominations dans les catégories « Meilleur chanteur » et « Meilleur concert ». La même année, il est nommé dans trois autres catégories aux Meus Prêmios Nick : « Chanteur préféré », « Chanson de l'année » et « Révélation musicale » Il est nommé « Révélation de l'année » au Troféu Imprensa et au Troféu Internet, présenté par Silvio Santos sur SBT, et remporte ce dernier,